# Bitwa pod Itororó
Bitwa pod Itororó – starcie zbrojne, które miało miejsce podczas wojny koalicji z Paragwajem.
Rankiem 6 grudnia 1868 roku, marszałek brazylijskiej armii Luís Alves de Lima e Silva, książę Caxias wyznaczył 13 000 żołnierzy do zdobycia paragwajskiego miasta Villeta. Miało to przygotować przyszły atak na siły paragwajskie. Prezydent Paragwaju oraz głównodowodzący armią Francisco Solano López ostrzegł Brazylijczyków o posiadaniu na tyłach własnych oddziałów żołnierzy.
Wykorzystując korzystną sytuację jaką stworzył powolny marsz Brazylijczyków, pułkownik paragwajski Bernardino Caballero zatrzymał marsz sił księcia Caxiasa w wąskim przesmyku nad potokiem Ytororó. Caballero rozmieścił swoich ludzi w ten sposób, że jedyną możliwością pokonania przesmyku przez Brazylijczyków było przejście przez most, który został silnie obsadzony przez paragwajskich żołnierzy. Wiązało to się z dużymi stratami wśród Brazylijczyków, tym bardziej, że na końcach mostu zostały umieszczone cztery działa, a kolejne cztery działa ostrzeliwały pozycje brazylijskie z okolicznego wzgórza. 
Bitwa charakteryzowała się atakami oraz kontratakami w celu zdobycia lub odbicia mostu.
Około godziny 13:00 siły brazylijskie zdobyły ostatecznie most oraz zmusiły siły Caballero do odwrotu.